# Legio I Flavia Constantia

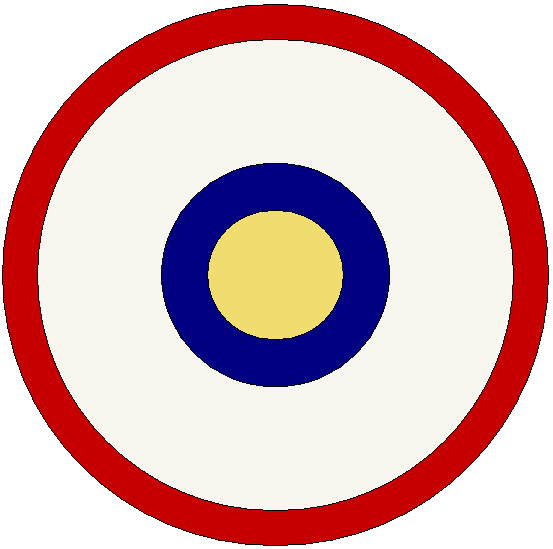
Schildbemalung der Prima Flavia Constantia im frühen 5. Jahrhundert

Die Legio I Flavia Constantia („die zuverlässige 1. flavische Legion“) war eine Legion der spätantiken römischen Armee.
Die Legion wurde vermutlich von Constantius II. (337–361) ausgehoben. Nach anderer Meinung war die Legion möglicherweise eine von der Legio I Flavia Gallicana Constantia abgetrennte mobile Vexillation.
Vexillationen der Legio I Flavia und Legio I Parthica waren bis 360 in Singara (heute Sindschar im nördlichen Irak) in Mesopotamia stationiert. Als Schapur II., der König des Sassanidenreiches, die Stadt eroberte, wurden alle Überlebenden als Gefangene nach Persien deportiert. Die Prima Flavia Constantia bestand jedoch weiter und wurde unter dem Magister militum per Orientem bis ins 5. Jahrhundert als Comitatenses (Feldheer) im Osten des Römischen Reiches eingesetzt.